# Arroyo de las Fraguas
Arroyo de las Fraguas è un comune spagnolo di 28 abitanti situato nella comunità autonoma di Castiglia-La Mancia.
Il comune comprende le località disabitate di Las Tainas del Horcajo e Santotis.